# Blaustirn-Teichhuhn
Das Blaustirn-Teichhuhn oder Blaustirn-Pfuhlhuhn (Gallinula silvestris, Syn.: Pareudiastes silvestris) ist eine extrem seltene Vogelart aus der Familie der Rallenvögel (Rallidae). Es ist auf der Insel Makira in den südöstlichen Salomonen endemisch.

## Merkmale
Angaben sind nur vom Holotypus, einem Männchen, bekannt, das 1929 gefangen wurde. Es misst 26,5 cm und hat ein Gewicht von 450 g. Die Flügellänge beträgt 149 mm, die Schwanzlänge 40 mm, die Schnabellänge (einschließlich Schild) 56 mm und die Fußwurzellänge 60 mm. Das Gefieder ist vollständig schlicht gefärbt. Kopf, Hals und Brust sind dunkel schieferblau. Kinn und Gesicht sind nahezu schwärzlich, abgesehen von einer nackten, gelben Gesichtshaut. Die Flügeldecken und Armschwingen sind bräunlichschwarz mit einer oliven Tönung. Der übrige Körper ist stumpf bräunlichschwarz. Die Iris ist schokoladenfarben. Beine,   Füße und Schnabel sind leuchtend scharlachrot. Der Stirnschild oder Frontalschild ist dunkel graublau. Der Schwanz ist sehr kurz mit haarähnlichen Steuerfedern. Die Armschwingen sind weich und zersetzt. Der Schnabel ist kräftig und seitlich abgeflacht. Die Beine und Füße sind schlank.

## Lebensraum
Der Lebensraum des Blaustirn-Teichhuhns ist das dichte Unterholz der montanen Urwälder auf den Steilhängen. Das Typusexemplar wurde in einer Höhe von 580 m entdeckt, die Berge in der Umgebung ragen bis in Höhenlagen von 1200 m auf. Die Region hat viele Bäche und Flüsse, die sich in die Berghänge schneiden, jedoch kein stehendes Wasser.

## Lebensweise
Über die Lebensweise des Blaustirn-Teichhuhns ist kaum etwas bekannt geworden. Es flog nur sehr selten, wenn überhaupt. Einheimische berichteten, dass es sehr schnell durchs Unterholz lief und nur schwer einzufangen war. Daher verwendeten sie trainierte Jagdhunde, um die Pfuhlhühner aufzuspüren, wenn sie schwerfällig ins Gebüsch geflattert waren. Hinsichtlich der Nahrung liegen ebenfalls keine Informationen vor. Vergleiche mit dem möglicherweise ausgestorbenen Samoapfuhlhuhn (Gallinula pacifica) geben jedoch zur Vermutung Anlass, dass es sich in ähnlicher Weise von tierischer Kost ernährt.

## Status
Die IUCN listet das Blaustirn-Teichhuhn in der Kategorie „vom Aussterben bedroht“ (critically endangered). Neben dem Holotypus, der im Dezember 1929 im Zentralgebirge von Makira gesammelt wurde, gibt es nur eine bestätigte Sichtung aus den Felsschluchten unterhalb Wuranakumau in einer Höhenlage von ungefähr 450 m auf dem Naghasi-Kamm im Jahr 1953, wo das Blaustirn-Teichhuhn von einem Teilnehmer der Oxford University Expedition als nicht selten beschrieben wurde. Jäger aus den Bergdörfern in der Nähe der Typuslokalität berichteten von der weiteren Existenz des Blaustirn-Teichhuhns im Jahr 1974. Seitdem hat es trotz mehrwöchiger Suchen zwischen 1990 und 2006 nur unbestätigte Berichte gegeben, von einheimischen Jägern, die behaupten, vertraut mit dieser Art zu sein, wenn auch nur durch seltene Begegnungen. Im Jahr 2004 wurde von Rufen berichtet, die möglicherweise von dieser Art stammen. Die Töne ähnelten einem Miauen, waren schrill, sich wiederholend und fielen zum Ende hin ab. Eine zehntägige Expedition von Birdlife International, dem Critical Ecosystem Partnership Fund und dem Naturfotografen Mark O’Brien im August 2015 im Osten Makiras blieb ergebnislos, jedoch berichtete ein einheimischer Jäger von einem drei Jahre zuvor getöteten Vogel, auf dem die Beschreibung des Blaustirn-Teichhuhn passen könnte.
Birdlife International schätzt den Bestand auf weniger als 50 Exemplare. Die Ursachen für den Rückgang sind nicht eindeutig geklärt. So können eingeführte Beutegreifer beträchtliche Schäden an der Inselfauna anrichten, wie beispielsweise auf Guadalcanal, wo Katzen viele terrestrische einheimische Kleinsäuger ausgerottet haben. Auch der Lebensraumverlust durch Waldzerstörung könnte eine wesentliche Gefährdungsursache darstellen. Die seit 1974 auf Makira nachgewiesene Ameisenart Wasmannia auropunctata stellt ebenfalls eine erhebliche Bedrohung dar, da sie die Augen von am Boden lebenden Vögeln angreift, was schließlich zur Erblindung und Tod des Opfers führt.